# Улицький Яків Самійлович
Яків Самійлович народився 8 квітня 1891 р. у місті Ржищеві на Київщині в багатодітній єврейській родині. Навчався у Полтавському, а потім у Київському Комерційному училищі. У цей період про майбутнього вченого статиста, викладача, економіста та демографа говорять як про активного прихильника революції та негласного редактора шкільного гектографічного журналу «Пролетарій» [3]. Вищу освіту майбутній вчений здобув у Київському комерційному інституті. Його батько Самуїл Йосифович володів борошномельним заводом, тому цілком можливо, що вибір навчальних закладів був обумовлений бажанням продовжувати батьківську справу. У 1914 року Яків Самійлович публікує першу монографію «Организация производства». А перебуваючи в армії (1914-1917 рр.), його обирають до Київської та Харківської рад робітничих та солдатських депутатів. З 1918 року Я. Улицький працював у Народному комісаріаті праці України. Разом з тим плідно займався науковою діяльністю, і вже наступного 1919 року написав другу книгу з економіки «Симптоматическая таблица законов о биржах труда России и Западной Европы». У 1922-1923-х рр. Яків Самійлович активно писав наукові статті щодо економіки та кредитування до київської газети «Пролетарская правда». Наступного 1924 року друком виходить його книга «Логика управления: Очерк по теории управления административными коллективами».
У 1924 р. Я. Улицький переїжджає до Москви, де починає працювати у  Статистичному відділі Народного комісаріату пошти і телеграфу. Паралельно він стає постійним робітником журналу «Жизнь и техника связи», також пише декілька глав до популярного тоді посібника для працівників зв’язку «Что такое статистика и для кого она нужна». У ті роки герой статті також викладав у Московському державному університеті. Про це стає відомо зі спогадів визнаного на весь світ радянського демографа Бориса Урланіса. Він зазначав, що вчений проводив у нього семінари з економічної статистики, вони стали близькими товаришами і саме Улицький вплинув на написання Урланісом широковідомої книги «История одного поколения». У передмові Борис Цезаревич зазначив роль свого викладача у створенні праці [5].
З 1925 по 1931 рр. Яків Улицький працював в Економічному управлінні СРСР. Паралельно з цим дослідник стає членом Центрального бюро краєзнавства. Він організував та керував секцією по вивченню промисловості, створив програму й 1931 року мав би провести перший краєзнавчий конкурс «Монографическое описание фабрик и заводов», однак через вимушений переїзд 1931 р. був відлучений від перевірки надісланих наукових робіт. 
26 лютого 1931 р. Якова Улицького вперше заарештували за справою «Союзного бюро РСДРП (м)». Цей судовий процес проводився над колишніми меншовиками, звинуваченими в спробі відродити меншовицьку партію, створити опозиційний блок панівному режиму [3]. Тоді на лаві підсудних опинилось багато економістів, яких звинуватили у шкідництві на плановому фронті [4]. Науковця було вислано з Москви до Сталінграду на 3 роки, де він працював у планово-економічному відділі тракторного заводу. Реабілітація "за відсутністю складу злочину" щодо цієї справи була прийнята тільки через багато років після смерті Улицького - 12 березня 1990 року [3, с. 401].
У 1934 році Улицький знову опиняється на лаві підсудного, звинувачений як «учасник троїцької групи, проводячої активну антирадянську діяльність». На друге заслання він потрапив до Бійська, де працював музичним керівником у місцевому кінотеатрі, викладачем іноземних мов та бухгалтером на маслозаводі.
У 1937 р. Яків Самійлович повертається до Москви. Про його участь у Другій Світовій війні інформації немає, але зазначається про захоплення вченого вивченням економіки Німеччини. У Москві Я. Улицький одразу починає займатись активною науковою діяльністю і в 1945 р. захищає кандидатську дисертацію за темою «Демографическое понятие поколения». Вчений в цей час викладає в Заочному фінансовому інституті (зараз Фінансовий університет при Уряді Російської Федерації). 
У 1948 році Якові Самійловича звинувачують втретє. Тепер він проходить по загальновідомій справі Міхоельса. Відомо, що Улицький дійсно мав зносини з лідером єврейського антифашистського комітету і написав йому 4 роботи щодо Палестинського питання. Для виконання таких праць вченому знадобилось знання мов. Його онука, нині відома письменниця Людмила Улицька в інтерв’ю розповідала, що вчений знав англійську і німецьку мову, а за часів сидіння в таборах викладав ув’язненим французьку. Письменниця дійшла висновку, що дідусь вивчив її саме перебуваючи під вартою [1]. Ув’язнення науковця тривало до 1954 року, потім воно замінюється засланням до Калиніна, де Яків Самійлович і помирає 3 жовтня 1956 року. 
Відомо, що Яків Улицький також дуже любив музичне мистецтво і в молоді роки вивчав історію та теорію музики у Московській консерваторії. У часи заслання до Сталінграду він організував на місцевому заводі хор і оркестр, яким власне керував. Яків Самійлович є автором статті «О песенном творчестве детей» та науково – популярної книги «Что надо каждому знать о музыке?».
Отже, Яків Самійлович Улицький зробив великий внесок у розвиток статистики і не тільки. Принаймні, він один із перших сформував поняття «покоління» і досліджував його. Він був освіченою, різнобічно розвиненою людиною, знав декілька мов, грав на музичних інструментах, вів викладацьку діяльність. Однак майже половина його життя пройшла у засланнях і таборах. Прикро, але дослідивши історію одного такого радянського науковця, можна певним чином зобразити істинне життя інтелігенції у першій половині ХХ століття. Тоталітарна система винищувала не тільки їх життя, але й праці, на які вони це життя поклали.